# OKOWA
『OKOWA』（おーこわ）は、ジャンル不問で世界一怖い話をするのは誰かを決める対戦形式の大会である。正式名称は「Otune Kowai Ohanashi World Alliance」。

## 概要
2018年2月、YouTube・ニコニコ生放送で生配信されている番組「おちゅーんLIVE!」司会の松原タニシが、「世界で一番怖い話を話せる人間だけが持てるベルトを作ろう」と最恐の怪談チャンピオンタイトル創設を宣言して、その言葉に賛同した竹内義和、木村茂之、ぶっちょカシワギ、田中俊行と共にルールを作成した。
同年5月より7月まで番組を制作する「ちゅるんカンパニー」が主催してOKOWA（ジャンル不問で一番怖い話をする者を決める大会）が行われて初代王者は三木大雲に決定する。その後は挑戦者を決める大会を行いタイトルマッチでチャンピオンベルトを防衛していく形式をとっていた。
2019年4月、三木大雲が2回目の防衛後に賞レースの大会からの引退を発表してタイトルを返上した事から、同年5月より8月まで新王者を決める大会が行われて中山功太が2代目王者となった。
2020年1月、COOL JAPAN PARK OSAKA SSホールで完全クローズド（対戦・配信なし）のOKOWAフェスティバルが行われた。
同年2月、王者への次期挑戦者決定トーナメント進出者を決めるにあたり、これまでの対戦データを元にサッカー・テニス・ゴルフなどのランキング算出方法やMLBでのセイバーメトリクスを参考にOKOWAランキングの制定を発表する。また、完全匿名！「功太より強い奴」としてトーナメントに出場する選手の公開募集を開始した。
同年5月、YouTube「OKOWA チャンネル」を開設して、過去の大会より怖い話を個別に編集して動画を上げたり、チャンネル独自でのコンテンツ配信を始めた。
同年7月、次回大会「OKOWAチャンピオンシップ2020」の開催概要が発表されて、同年9月から2021年4月まで8ヶ月に渡り行われる事と、これまで毎年行っていた大規模大会（チャンピオンシップ）は2年毎に行い次々回大会が2022年になる事と、チャンピオンシップを行っていない期間も「タイトルマッチ○の章」などの防衛戦や、一般応募者のみ・ユース世代・○歳以上などの参加者を限定した大会や、その他のイベントなどを引き続き行う事が発表された。
初回大会より、王者決定・タイトルマッチなどの主要大会はニコニコ生放送で公式生中継されている。

## 大会規定
出場者・規約
- プロ・アマ・性別・年齢・国籍・地域等の制限は一切問わない
- 怖い話であれば、どんなジャンルでもいい（実話怪談、創作怪談、都市伝説、講談、落語など）

審査方法
- 公式審査員採点（通常3人）・会場審査員投票（来場者全員）・ニコ生アンケート投票・ネット審査員投票（通常10人）の合計による採点方式（各大会で決められた時間を超えると1秒あたり1点マイナスあり）
- 公式審査員は、ぶっちょカシワギ、吉村智樹、木村茂之などが招待されて審査を行う（審査員1人で最高100点）
- 会場来場者による会場審査員票を集計して得点を付ける（会場の収容人数によって持ち点の変動あり）
- ニコ生アンケート投票は、ニコニコ生放送のアンケート機能を利用して得点を付ける（予選時：怖い話だった？、対戦形式時：どちらが怖かったか？の投票を行い、その割合で得点が加算される）
- 事前に募集をかけた10人の一般人によるネット審査員が投票をして得点を付ける（事前募集で集まった人に専用投票フォーム形式で、投票権が与えられる）
- 完全決着で、引き分けはない

持ち時間・対戦形式
- 持ち時間の10分以内であれば、複数の話を語ることも可能である（一般応募者が参加する予選大会では出場できる人数を増やすために1人5分の短縮版で行われる事がある）
- 予選大会では、参加者の中で得点の高い順番で次の上位大会への出場権を獲得する（選出方法、何人予選通過かは事前に発表される）
- 決勝大会の後半から1対1の対戦となり、トーナメントで優勝者を決める

組み合わせ抽選（対戦相手・話す順番）
- 決勝大会 初戦の組み合わせ抽選は、大会前の生配信番組内で行う
- 予選大会・決勝大会（2戦目以降）・タイトルマッチは、対戦前に公開クジ引きで抽選を行う

王者・挑戦者
- タイトルマッチの勝者、または、チャンピオンシップの優勝者がOKOWA王者となる
- 挑戦者決定大会の優勝者、または、挑戦者選挙での最上位得票者（断られた場合は次点者）が挑戦者となり、OKOWA王者と1対1のタイトルマッチを行う

## 大会概要
| 回数   | 大会名                                    | 開催日   | ゲスト出演者 | 備考                                                                                                 |
| 2018年 | 2018年                                    | 2018年   | 2018年 | 2018年                                                                                               |
| ------ | ----------------------------------------- | -------- | --- | --- |
| 1      | 大阪予選                                  | 5月5日   | 田中俊行 | 予選通過：デルタ雷鳥、深津さくら、イチ坊                                                             |
| 2      | 東京予選                                  | 5月19日  | 田中俊行 | 予選通過：上里洋志、BBゴロー、ナナシロ                                                               |
| 3      | チャンピオンシップ開幕戦                  | 6月6日   | | 準々決勝進出：松原タニシ、デルタ雷鳥、語り部・匠平、三木大雲、下駄華緒、上里洋志、原昌和、村田らむ   |
| 4      | チャンピオンシップ決勝戦                  | 7月7日   | | 王者：三木大雲                                                                                       |
| 5      | 〜胎動〜                                  | 11月3日  | 三木大雲、Apsu Shusei | 予選通過：プロ猿ファー・ゴル、小森、関根知住                                                         |
| 6      | おちゅーんLIVE!予選                       | 12月8日  | | 予選通過：雷ジャクソン高本                                                                           |
| 7      | タイトルマッチ壱の章                      | 12月21日 | 田中俊行、西浦和也 | タイトル防衛：三木大雲（1回目） 予選通過：プロ猿ファー・ゴル、小森、山口綾子、Bugって花井            |
| 2019年 |                                           |          | | |
| 8      | タイトルマッチ弐の章                      | 4月20日  | 竹内義和、田中俊行、ぁみ（ありがとう）、DJ響、伊山亮吉                                                                                            | タイトル防衛：三木大雲（2回目）                                                                      |
| 9      | 〜胎動II TAIDOII〜                        | 5月25日  | 大島てる、Apsu Shusei、語り部・匠平 | 予選通過：石野桜子、よろづき、恐怖新聞健太郎                                                         |
| 10     | チャンピオンシップ〜大阪闘争〜            | 6月15日  | 三木大雲 | 予選通過：中山功太、下駄華緒、深津さくら、人生ダメ子                                                 |
| 11     | チャンピオンシップ〜東京闘争〜            | 6月30日  | | 予選通過：竹内義和、村田らむ、上里洋志、いたこ28号                                                   |
| 12     | チャンピオンシップトーナメント2019 開幕戦 | 7月20日  | | 準々決勝進出：恐怖新聞健太郎、深津さくら、原昌和、中山功太、竹内義和、上里洋志、いたこ28号、石野桜子 |
| 13     | チャンピオンシップ2019 決勝戦             | 8月17日  | 三木大雲 | 新王者：中山功太                                                                                     |
| 14     | タイトルマッチ参の章                      | 11月23日 | 大島薫、仙頭正教、住倉カオス、村田らむ、大島てる、ぶっちょカシワギ、チビル松村、石野桜子、木村茂之、深津さくら、Apsu Shusei、国沢一誠、藤田第六感 | タイトル防衛：中山功太（1回目）                                                                      |
| 2020年 |                                           |          | | |
| 15     | タイトルマッチ四の章                      | 6月6日   | OKOWAフェス connect 出演者など32名 | タイトル防衛：中山功太（2回目）                                                                      |
| 16     | 〜胎動III TAIDOIII〜                      | 9月12日  | 村田らむ、大島てる、山本直嵩、Apsu Shusei、三木大雲                                                                                               | 予選通過：関根知佳、ヌ・ヒカル                                                                       |
| 17     | BIRTH BATTLE                              | 10月10日 | 中山功太、田中俊行、竹内義和、石野桜子、下駄華緒、深津さくら                                                                                      | 予選通過：黒ねこ                                                                                     |
| 18     | 東京闘争2020                              | 10月24日 | 中山功太 | 予選通過：壱夜、小森躅也、村田らむ、インディ、大島薫                                                 |
| 19     | 大阪闘争2020                              | 11月14日 | 語り部・匠平、田中俊行、上里洋志、深津さくら、石野桜子                                                                                            | 予選通過：ヌガザカ、Bugって花井、松原タニシ、伊藤えん魔、DJたらちゃん                                |
| 2021年 |                                           |          | | |
| 20     | 1stステージ JAPAN ROUND                   | 2月26日  | いたこ28号、大島てる、夜馬裕、Apsu Shusei、藤田第六感、芦屋惣次郎                                                                                 | 準々決勝進出：田中俊行、松原タニシ、語り部・匠平                                                     |
| 21     | 1stステージ JAPAN ROUND                   | 2月27日  | Apsu Shusei、チビル松村、仙頭正教、西谷格、梅木カブチェンコ、ガリガリガリクソン、夜馬裕、村上ロック、丸山ゴンザレス                               | 準々決勝進出：田中俊行、松原タニシ、語り部・匠平                                                     |
| 22     | 1stステージ JAPAN ROUND                   | 2月28日  | 悠遠かなた、竹内義和、山本洋介、山口綾子 | 準々決勝進出：田中俊行、松原タニシ、語り部・匠平                                                     |
| 23     | TOKYO 6                                   | 4月24日  | 黒ねこ | 準決勝進出：松原タニシ、上里洋志、語り部・匠平                                                       |
| 24     | チャンピオンシップ2020 FINAL              | 9月12日  | 浜村淳、夜馬裕、ヌ・ヒカル、おりな、田中俊行、竹内義和、深津さくら、DJたらちゃん、恐怖新聞健太郎、伊藤えん魔、インディ、村田らむ                  | 新王者：上里洋志                                                                                     |
| 2022年 |                                           |          | | |
| 25     | タイトルマッチ五之章                      | 新春予定 | | |

## OKOWAチャンピオン
- 初代：三木大雲[19][注 13]
- 2代目：中山功太
- 3代目：上里洋志

## OKOWAランキング
直近36ヶ月以内に開催された公式戦の全選手に対してポイントを算出して、その合計からOKOWAランキングを発表している。
算出方法
勝敗 × 闘争強度 × 対戦者強度 × 圧倒度 × 対戦日
（例：18ヶ月前の大会の決勝1回戦で当時ランキング1位だった選手と対戦して僅差で勝利した：10×2×3×2×0.7 = 84ポイント）
- 勝敗（勝利：10.0、敗北：1.0、予選通過時は勝利扱い）
- 闘争強度（予備予選：1.0、決勝大会トーナメント1回戦：2.0、タイトルマッチ：5.0など）
- 対戦者強度（ランキング11位以下：1.0、6位 - 10位：2.0、1位 - 5位：3.0、王者：5.0、予選時は別計算）
- 圧倒度（対戦者と自身の得点を合計した総得点に対する自身の得点割合から計算：惨敗1.0 - 僅差勝利2.0 - 圧勝3.0など、予選時は別計算）
- 対戦日（直近の12ヶ月以内：1.0 - 24ヶ月以内：0.7 - 36ヶ月以内：0.5、37ヶ月経過したポイントは対象外：0.0）

| OKOWAランキング 「OKOWA2020 FINAL」終了時：2021年9月12日現在 | OKOWAランキング 「OKOWA2020 FINAL」終了時：2021年9月12日現在 | OKOWAランキング 「OKOWA2020 FINAL」終了時：2021年9月12日現在 |
| 順位                                                         | 名前                                                         | ポイント                                                     |
| ------------------------------------------------------------ | ------------------------------------------------------------ | ------------------------------------------------------------ |
| 1                                                            | 中山功太                                                     | 757.00                                                       |
| 2                                                            | 田中俊行                                                     | 318.90                                                       |
| 3                                                            | 語り部・匠平                                                 | 251.85                                                       |
| 4                                                            | 松原タニシ                                                   | 250.70                                                       |
| 5                                                            | 石野桜子                                                     | 211.47                                                       |
| 6                                                            | Bugって花井                                                  | 108.05                                                       |
| 7                                                            | 深津さくら                                                   | 107.65                                                       |
| 8                                                            | 竹内義和                                                     | 72.93                                                        |
| 9                                                            | 恐怖新聞健太郎                                               | 71.60                                                        |
| 10                                                           | 原昌和                                                       | 62.55                                                        |

## 大会結果

### 前夜祭
- 開催日：2018年4月21日
- 会場：アワーズルーム
- 参加者：松原タニシ、きのせひかる、田中俊行、ぶっちょカシワギ、吉村智樹

### OKOWAチャンピオンシップ2018

#### 大阪予選
- 開催日：2018年5月5日
- 会場：なんば紅鶴
- 番組推薦枠：みわゆうすけ、DJたらちゃん、ノゾミザカEXV（三代目KONAMON）、村島淳友（ハンバーグオムレツ）
- 一般応募枠：むっく、深津さくら、デルタ雷鳥、ラスク、ぞんびくん、airi、いとうあつし、イチ坊

司会
- 松原タニシ

審査員
- 竹内義和
- 木村茂之
- ぶっちょカシワギ

| 順位 | 名前         | 公式審査員票 | 会場審査票 | ネット審査票 | 合計得点 |
| ---- | ------------ | ------------ | ---------- | ------------ | -------- |
| 1位  | イチ坊       | 156          | 45         | 200          | 401点    |
| 2位  | 深津さくら   | 207          | 125        | 50           | 382点    |
| 3位  | デルタ雷鳥   | 185          | 60         | 125          | 370点    |
| 4位  | 村島淳友     | 175          | 85         | 100          | 360点    |
| 5位  | DJたらちゃん | 160          | 75         | 75           | 310点    |

予選通過（1位 イチ坊、2位 深津さくら、3位 デルタ雷鳥）

#### 東京予選
- 開催日：2018年5月19日
- 会場：中野Vスタジオ
- 番組推薦枠：ハニートラップ梅木、BBゴロー、久樂陸、黒戌仁、上里洋志（Half-Life）、おくりびと青木
- 一般応募枠：ナナシロ

司会
- 松原タニシ

審査員
- 住倉カオス
- 川奈まり子
- 木村茂之

| 順位 | 名前     | 公式審査員票 | 会場審査票 | ネット審査票 | 合計得点 |
| ---- | -------- | ------------ | ---------- | ------------ | -------- |
| 1位  | 上里洋志 | 277          | 185        | 175          | 637点    |
| 2位  | BBゴロー | 255          | 140        | 125          | 520点    |
| 3位  | ナナシロ | 210          | 135        | 125          | 470点    |
| 4位  | 久樂陸   | 237          | 100        | 100          | 437点    |
| 5位  | 黒戌仁   | 230          | 60         | 75           | 365点    |

予選通過（1位 上里洋志、2位 BBゴロー、3位 ナナシロ）

#### チャンピオンシップ開幕戦
- 開催日：2018年6月6日
- 会場：シアター朝日
- 番組推薦枠：松原タニシ、竹内義和、田中俊行、Apsu Shusei、下駄華緒、村田らむ、語り部・匠平、原昌和（the band apart）、大島てる、三木大雲
- 予選通過者：イチ坊、深津さくら、デルタ雷鳥、上里洋志、BBゴロー、ナナシロ

司会
- 華井二等兵
- きのせひかる

審査員
- 吉村智樹
- 木村茂之
- ぶっちょカシワギ

| 試合数  | 対戦者カード              | 審査員   | 会場   | アンケート | ネット | 合計得点     | 勝利者名     |
| ------- | ------------------------- | -------- | ------ | ---------- | ------ | ------------ | ------------ |
| 第1試合 | Apsu Shusei vs 松原タニシ | 220：256 | 8：64  | 10：40     | 5：45  | 243点：404点 | 松原タニシ   |
| 第2試合 | BBゴロー vs デルタ雷鳥    | 228：239 | 33：42 | 19：31     | 10：40 | 290点：352点 | デルタ雷鳥   |
| 第3試合 | 語り部・匠平 vs 田中俊行  | 250：256 | 37：37 | 33：17     | 45：5  | 365点：315点 | 語り部・匠平 |
| 第4試合 | 竹内義和 vs 三木大雲      | 240：258 | 18：54 | 12：37     | 0：50  | 270点：399点 | 三木大雲     |
| 第5試合 | 下駄華緒 vs ナナシロ      | 255：247 | 44：28 | 19：32     | 25：25 | 343点：332点 | 下駄華緒     |
| 第6試合 | 上里洋志 vs 深津さくら    | 270：245 | 41：31 | 33：18     | 40：10 | 384点：304点 | 上里洋志     |
| 第7試合 | 原昌和 vs 大島てる        | 271：243 | 36：33 | 20：30     | 20：30 | 347点：336点 | 原昌和       |
| 第8試合 | 村田らむ vs イチ坊        | 262：201 | 57：11 | 37：14     | 80：20 | 436点：246点 | 村田らむ     |

準々決勝進出：松原タニシ、デルタ雷鳥、語り部・匠平、三木大雲、下駄華緒、上里洋志、原昌和、村田らむ

#### チャンピオンシップ決勝戦
- 開催日：2018年7月7日
- 会場：シアター朝日
- 参加者：松原タニシ、下駄華緒、村田らむ、語り部・匠平、原昌和、デルタ雷鳥、上里洋志、三木大雲

司会
- 華井二等兵
- 新宅マキ

審査員
- 吉村智樹
- 木村茂之
- ぶっちょカシワギ

| 準々決勝           | 対戦者カード               | 審査員   | 会場   | アンケート | ネット | 合計得点     | 勝利者名     |
| ------------------ | -------------------------- | -------- | ------ | ---------- | ------ | ------------ | ------------ |
| 第1試合            | 村田らむ vs 松原タニシ     | 255：258 | 51：56 | 23：27     | 20：30 | 349点：371点 | 松原タニシ   |
| 第2試合            | 語り部・匠平 vs デルタ雷鳥 | 273：233 | 69：31 | 34：16     | 20：30 | 396点：310点 | 語り部・匠平 |
| 第3試合            | 上里洋志 vs 原昌和         | 230：275 | 15：93 | 12：38     | 5：45  | 262点：421点 | 原昌和       |
| 第4試合            | 下駄華緒 vs 三木大雲       | 240：265 | 37：69 | 12：39     | 15：35 | 304点：408点 | 三木大雲     |
| 準決勝             |                            |          |        |            |        |              |              |
| 第1試合            | 語り部・匠平 vs 原昌和     | 256：255 | 50：59 | 23：28     | 10：40 | 339点：382点 | 原昌和       |
| 第2試合            | 松原タニシ vs 三木大雲     | 256：256 | 21：88 | 5：46      | 10：40 | 292点：430点 | 三木大雲     |
| 決勝               |                            |          |        |            |        |              |              |
| 原昌和 vs 三木大雲 | 原昌和 vs 三木大雲         | 255：250 | 24：83 | 14：37     | 20：30 | 313点：400点 | 三木大雲     |

優勝者：三木大雲（初代王者）

### 〜胎動〜（たいどう）
- 開催日：2018年11月3日
- 会場：オーバルシアター
- 番組推薦枠：彩羽真矢、関根知佳（天然もろこし）、ワダ、プロ猿ファー・ゴル
- 一般応募枠：おおぐろてん、旭堂南湖、小森

司会
- 松原タニシ

審査員
- 竹内義和
- 木村茂之
- ぶっちょカシワギ

| 順位 | 名前               | 審査員 | 会場 | アンケート | ネット | 減点 | 合計得点 |
| ---- | ------------------ | ------ | ---- | ---------- | ------ | ---- | -------- |
| 1位  | プロ猿ファー・ゴル | 265    | 78   | 41         | 45     | 0    | 429点    |
| 2位  | 小森               | 227    | 60   | 35         | 25     | 0    | 347点    |
| 3位  | 関根知住           | 241    | 54   | 29         | 20     | 0    | 344点    |
| 4位  | 旭堂南湖           | 240    | 39   | 29         | 15     | 0    | 323点    |
| 5位  | おおぐろてん       | 233    | 27   | 32         | 30     | 0    | 322点    |
| 6位  | 彩羽真矢           | 205    | 32   | 25         | 5      | 0    | 267点    |
| 7位  | ワダ               | 219    | 18   | 12         | 10     | 6    | 253点    |

予選通過（1位 プロ猿ファー・ゴル、2位 小森、3位 関根知住）

### おちゅーんLIVE!予選
- 開催日：2018年12月8日
- 会場：ちゅるんカンパニー スタジオ
- 参加者：にしね・ザ・タイガー、石野桜子、雷ジャクソン高本、ハクション中西、ノゾミザカEXV、チュンちゃん

司会
- きのせひかる

審査員
- 松原タニシ
- 木村茂之
- Apsu Shusei

| 順位 | 名前                 | 得点  |
| 1位  | 雷ジャクソン高本     | 390点 |
| ---- | -------------------- | ----- |
| 2位  | 石野桜子             | 385点 |
| 3位  | にしね・ザ・タイガー | 378点 |
| 4位  | ハクション中西       | 348点 |
| 5位  | ノゾミザカEXV        | 305点 |
| 6位  | チュンちゃん         | 204点 |

おちゅーん推薦枠：雷ジャクソン高本

### タイトルマッチ壱の章
- 開催日：2018年12月21日
- 会場：246 LIVEHOUSE GABU
- 挑戦者決定戦：田中俊行、西浦和也
- タイトルマッチ：三木大雲
- 次期タイトルマッチ予選（ファイナリストカーニバル）
  - 番組推薦枠：竹内義和、Bugって花井、山口綾子、ガリガリガリクソン
  - 予選通過者：プロ猿ファー・ゴル、小森、関根知佳、雷ジャクソン高本

司会
- 華井二等兵
- 松原タニシ

審査員
- 吉村智樹
- 木村茂之
- ぶっちょカシワギ

| 順位 | 名前               | 得点  |
| 1位  | プロ猿ファー・ゴル | 652点 |
| 2位  | 小森               | 631点 |
| 3位  | 山口綾子           | 408点 |
| 4位  | Bugって花井        | 357点 |
| ---- | ------------------ | ----- |
| 5位  | 雷ジャクソン高本   | 355点 |
| 6位  | 関根知住           | 350点 |
| 7位  | 竹内義和           | 326点 |
| 8位  | ガリガリガリクソン | 290点 |

予選通過（1位 プロ猿ファー・ゴル、2位 小森、3位 山口綾子、4位 Bugって花井）
| 対戦者カード         | 審査員   | 会場   | アンケート | ネット | 合計得点     | 勝利者名 |
| -------------------- | -------- | ------ | ---------- | ------ | ------------ | -------- |
| 西浦和也 vs 田中俊行 | 257：265 | 37：92 | 19：30     | 20：30 | 333点：417点 | 田中俊行 |

タイトル挑戦者：田中俊行
| 対戦者カード         | 審査員   | 会場   | アンケート | ネット | 合計得点     | 勝利者名 |
| -------------------- | -------- | ------ | ---------- | ------ | ------------ | -------- |
| 田中俊行 vs 三木大雲 | 279：282 | 37：89 | 17：32     | 20：30 | 353点：433点 | 三木大雲 |

優勝者：三木大雲（1度目のタイトル防衛）

### タイトルマッチ弐の章
- 開催日：2019年4月20日
- 会場：ビックステップホール
- 挑戦者決定戦：プロ猿ファー・ゴル、小森、山口綾子、Bugって花井
- タイトルマッチ：三木大雲
- エキジビジョンマッチ 3 vs 3：3T（松原タニシ、竹内義和、田中俊行） vs　渋谷怪談夜会chチーム（ぁみ（ありがとう）、DJ響、伊山亮吉）勝者：渋谷怪談夜会

司会
- 華井二等兵
- 松原タニシ

審査員
- 吉村智樹
- 木村茂之
- ぶっちょカシワギ

|         | 対戦者カード                      | 審査員   | 会場   | アンケート | ネット | 合計得点     | 勝利者名    |
| ------- | --------------------------------- | -------- | ------ | ---------- | ------ | ------------ | ----------- |
| 第1試合 | プロ猿ファー・ゴル vs Bugって花井 | 249：237 | 48：83 | 15：35     | 30：60 | 342点：415点 | Bugって花井 |
| 第2試合 | 小森 vs 山口綾子                  | 244：245 | 31：93 | 16：34     | 40：50 | 331点：418点 | 山口綾子    |
| 決勝    | 山口綾子 vs Bugって花井           | 252：231 | 38：92 | 12：38     | 20：80 | 322点：441点 | Bugって花井 |

タイトル挑戦者：Bugって花井
| 対戦者カード            | 審査員   | 会場    | アンケート | ネット | 合計得点     | 勝利者名 |
| ----------------------- | -------- | ------- | ---------- | ------ | ------------ | -------- |
| 三木大雲 vs Bugって花井 | 276：226 | 111：20 | 39：11     | 80：20 | 506点：277点 | 三木大雲 |

優勝者：三木大雲（2度目のタイトル防衛）

### OKOWAチャンピオンシップ2019

#### 〜胎動II TAIDOII〜
- 開催日：2019年5月25日
- 会場：オーバルシアター
- 番組推薦枠：櫻井忍、笑福亭飛梅
- 一般応募枠：Megす☆、カリスマ（ハンバーグオムレツ）、チビル松村、悠遠かなた、よろづき、恐怖新聞健太郎、石野桜子

司会
- 華井二等兵
- 松原タニシ

審査員
- 吉村智樹
- 木村茂之
- ぶっちょカシワギ

| 順位 | 名前           | 合計得点 |
| 1位  | 石野桜子       | 397点    |
| 2位  | よろづき       | 361点    |
| 3位  | 恐怖新聞健太郎 | 347点    |
| ---- | -------------- | -------- |
| 4位  | Megす☆         | 341点    |
| 5位  | チビル松村     | 337点    |
| 6位  | 悠遠かなた     | 307点    |
| 7位  | 笑福亭飛梅     | 287点    |
| 8位  | カリスマ       | 280点    |
| 8位  | 櫻井忍         | 280点    |

予選通過（1位 石野桜子、2位 よろづき、3位 恐怖新聞健太郎）

#### チャンピオンシップ〜大阪闘争〜
- 開催日：2019年6月15日
- 会場：シアター朝日
- 参加者：大島てる、前塚あつし、伊藤えん魔、中山功太、下駄華緒、深津さくら、吉田みるく（男肉 du Soleil）、小林幸太郎（チョップリン）、人生ダメ子（ぼくたちのいるところ）、DJたらちゃん、つるんづマリー、Keisuke

司会
- 華井二等兵
- 松原タニシ

審査員
- 吉村智樹
- 木村茂之
- ぶっちょカシワギ

| 順位 | 名前           | 合計得点 |
| 1位  | 中山功太       | 480点    |
| 2位  | 下駄華緒       | 414点    |
| ---- | -------------- | -------- |
| 3位  | 伊藤えん魔     | 356点    |
| 4位  | 前塚あつし     | 352点    |
| 5位  | 小林幸太郎     | 289点    |
| 6位  | つるんづマリー | 275点    |

予選通過（1位 中山功太、2位 下駄華緒）
| 順位 | 名前         | 合計得点 |
| 1位  | 深津さくら   | 470点    |
| 2位  | 人生ダメ子   | 405点    |
| ---- | ------------ | -------- |
| 3位  | 大島てる     | 327点    |
| 4位  | 吉田みるく   | 313点    |
| 5位  | DJたらちゃん | 293点    |
| 6位  | Keisuke      | 285点    |

予選通過（1位 深津さくら、2位 人生ダメ子）

#### チャンピオンシップ〜東京闘争〜
- 開催日：2019年6月30日
- 会場：ユーロライブ
- 参加者：竹内義和、上里洋志、村田らむ、仙頭正教、ナナシロ、いたこ28号、久樂陸、凸ノ高秀、大島薫、BBゴロー、ハニートラップ梅木、ガリガリガリクソン

司会
- 華井二等兵
- 松原タニシ

審査員
- 住倉カオス
- 川奈まり子
- 木村茂之

| 順位 | 名前               | 合計得点 |
| 1位  | 竹内義和           | 537点    |
| 2位  | 村田らむ           | 413点    |
| ---- | ------------------ | -------- |
| 3位  | BBゴロー           | 305点    |
| 4位  | ナナシロ           | 300点    |
| 5位  | 久樂陸             | 255点    |
| 6位  | ガリガリガリクソン | 246点    |

予選通過（1位 竹内義和、2位 村田らむ）
| 順位 | 名前               | 合計得点 |
| 1位  | 上里洋志           | 500点    |
| 2位  | いたこ28号         | 469点    |
| ---- | ------------------ | -------- |
| 3位  | 凸ノ高秀           | 336点    |
| 4位  | ハニートラップ梅木 | 329点    |
| 5位  | 大島薫             | 282点    |
| 6位  | 仙頭正教           | 160点    |

予選通過（1位 上里洋志、2位 いたこ28号）

#### チャンピオンシップトーナメント2019 開幕戦
- 開催日：2019年7月20日
- 会場：amHALL
- 前年度大会ベスト4・タイトル挑戦者：原昌和、松原タニシ、語り部・匠平、田中俊行、Bugって花井
- 予選通過者：石野桜子、よろづき、恐怖新聞健太郎、中山功太、下駄華緒、深津さくら、人生ダメ子、竹内義和、村田らむ、上里洋志、いたこ28号

司会
- 華井二等兵
- きのせひかる

審査員
- 吉村智樹
- 木村茂之
- ぶっちょカシワギ

| 試合数  | 対戦者カード                 | 審査員   | 会場   | アンケート | ネット | 合計得点     | 勝利者名       |
| ------- | ---------------------------- | -------- | ------ | ---------- | ------ | ------------ | -------------- |
| 第1試合 | 恐怖新聞健太郎 vs 松原タニシ | 247：257 | 38：29 | 31：18     | 40：10 | 356点：314点 | 恐怖新聞健太郎 |
| 第2試合 | 深津さくら vs よろづき       | 274：257 | 44：23 | 32：17     | 30：20 | 380点：317点 | 深津さくら     |
| 第3試合 | 原昌和 vs Bugって花井        | 253：258 | 32：36 | 34：15     | 35：15 | 354点：324点 | 原昌和         |
| 第4試合 | 中山功太 vs 語り部・匠平     | 269：258 | 31：38 | 15：33     | 25：25 | 340点：313点 | 中山功太       |
| 第5試合 | 竹内義和 vs 田中俊行         | 264：254 | 22：47 | 24：25     | 35：15 | 345点：341点 | 竹内義和       |
| 第6試合 | 村田らむ vs 上里洋志         | 265：272 | 9：60  | 11：38     | 40：10 | 325点：380点 | 上里洋志       |
| 第7試合 | 人生ダメ子 vs いたこ28号     | 270：242 | 27：41 | 12：37     | 20：30 | 329点：350点 | いたこ28号     |
| 第8試合 | 下駄華緒 vs 石野桜子         | 255：284 | 5：62  | 7：42      | 15：35 | 282点：423点 | 石野桜子       |

準々決勝進出：恐怖新聞健太郎、深津さくら、原昌和、中山功太、竹内義和、上里洋志、いたこ28号、石野桜子

#### チャンピオンシップ2019 決勝戦
- 開催日：2019年8月17日
- 会場：シアター朝日
- 参加者：恐怖新聞健太郎、深津さくら、原昌和、中山功太、竹内義和、上里洋志、いたこ28号、石野桜子

司会
- 華井二等兵
- 新宅マキ

審査員
- 吉村智樹
- 木村茂之
- ぶっちょカシワギ
- 三木大雲

| 準々決勝             | 対戦者カード               | 審査員   | 会場   | アンケート | ネット | 合計得点     | 勝利者名   |
| -------------------- | -------------------------- | -------- | ------ | ---------- | ------ | ------------ | ---------- |
| 第1試合              | いたこ28号 vs 深津さくら   | 324：331 | 25：59 | 21：28     | 15：35 | 385点：453点 | 深津さくら |
| 第2試合              | 上里洋志 vs 恐怖新聞健太郎 | 355：341 | 63：24 | 29：20     | 35：15 | 482点：400点 | 上里洋志   |
| 第3試合              | 竹内義和 vs 石野桜子       | 348：338 | 37：50 | 25：24     | 20：30 | 430点：442点 | 石野桜子   |
| 第4試合              | 中山功太 vs 原昌和         | 346：347 | 56：31 | 24：26     | 15：35 | 441点：439点 | 中山功太   |
| 準決勝               |                            |          |        |            |        |              |            |
| 第1試合              | 中山功太 vs 深津さくら     | 363：349 | 47：38 | 27：22     | 45：5  | 482点：414点 | 中山功太   |
| 第2試合              | 上里洋志 vs 石野桜子       | 333：348 | 28：56 | 27：22     | 35：15 | 423点：441点 | 石野桜子   |
| 決勝                 |                            |          |        |            |        |              |            |
| 中山功太 vs 石野桜子 | 中山功太 vs 石野桜子       | 363：348 | 68：15 | 30：19     | 45：5  | 506点：387点 | 中山功太   |

優勝者：中山功太（2代目王者）

### タイトルマッチ参の章
- 開催日：2019年11月23日
- 会場：雷5656会館 ときわホール
- オープニング怖談：チビル松村
- 人怖バトルロイヤル（松原タニシ、大島薫、仙頭正教、住倉カオス、村田らむ、大島てる、ぶっちょカシワギ、チビル松村、石野桜子、木村茂之）優勝：仙頭正教
- 特別怖演舞：深津さくら
- 事故物件軍（村田らむ、松原タニシ、大島てる）vs 名怪談師推薦 New怪談師軍団（Apsu Shusei、国沢一誠、藤田第六感）勝者：事故物件軍
- タイトルマッチ：語り部・匠平、中山功太

司会
- 華井二等兵

審査員
- 住倉カオス
- 木村茂之
- ぶっちょカシワギ

| 対戦者カード             | 審査員   | 会場   | アンケート | ネット | 合計得点     | 勝利者名 |
| ------------------------ | -------- | ------ | ---------- | ------ | ------------ | -------- |
| 語り部・匠平 vs 中山功太 | 234：271 | 35：84 | 15：34     | 20：30 | 304点：419点 | 中山功太 |

優勝者：中山功太（1度目のタイトル防衛）

### OKOWAフェスティバル
- 開催日：2020年1月25日 [7]
- 会場：COOL JAPAN PARK OSAKA SSホール
- 参加者：これまでの参加者・関係者 23名、角由紀子、バクシーシ山下

### タイトルマッチ四の章
- 開催日：2020年6月6日
- 会場：全国のライブハウス、または、参加者の自宅からのリモート中継

スリラーナイト（札幌市）、スリラーナイト歌舞伎町・高円寺パンディット（東京都）、金色鮫（名古屋市）、GATTACA（京都市）、なんば紅鶴・アワーズルーム・ロフトプラスワンWEST（大阪市）、TOONICE（高松市）
- OKOWAフェス connect（有料配信[20][21][22][注 37]）
  - 決戦！怖談軍団闘争
  - 人怖バトルロイヤル the connect
  - 怖演舞
  - 参加者：松原タニシ、村田らむ、大島てる、Apsu Shusei、語り部・匠平、藤田第六感、村上ロック、三木大雲、深津さくら、BBゴロー、ガリガリガリクソン、仙頭正教、恐怖新聞健太郎、DJたらちゃん、チビル松村、原昌和、竹内義和、ハニートラップ梅木、住倉カオス、下駄華緒、Bugって花井、伊藤えん魔、小森、ヌガザカ、小原猛、濱幸成、ラミー、吉村智樹、木村茂之、ぶっちょカシワギ
- OKOWAタイトルマッチ四の章（無料配信）
  - 北海怖演舞（スリラーナイト）：芦屋惣次郎、哲
  - 挑戦者決定戦：石野桜子（OKOWAランキング1位）、壱夜（完全匿名！「功太より強い奴」エントリー No.16[注 4]）、夜馬裕（実行委員会推薦）、田中俊行（決勝大会進出経験者推薦）
  - タイトルマッチ：中山功太

司会
- 華井二等兵
- 新宅マキ
- 松原タニシ

審査員
- 吉村智樹
- 木村茂之
- ぶっちょカシワギ

|         | 対戦者カード         | 審査員   | connect | アンケート | 減点   | 合計得点     | 勝利者名 |
| ------- | -------------------- | -------- | ------- | ---------- | ------ | ------------ | -------- |
| 第1試合 | 石野桜子 vs 壱夜     | 267：256 | 135：87 | 27：22     | 0：-5  | 429点：360点 | 石野桜子 |
| 第2試合 | 夜馬裕 vs 田中俊行   | 267：279 | 53：160 | 12：37     | 0：-11 | 332点：465点 | 田中俊行 |
| 決勝    | 石野桜子 vs 田中俊行 | 259：258 | 76：111 | 15：34     | 0：0   | 350点：403点 | 田中俊行 |

タイトル挑戦者：田中俊行
| 対戦者カード         | 審査員   | connect | アンケート | 合計得点     | 勝利者名 |
| -------------------- | -------- | ------- | ---------- | ------------ | -------- |
| 中山功太 vs 田中俊行 | 276：255 | 110：62 | 30：19     | 416点：336点 | 中山功太 |

優勝者：中山功太（2度目のタイトル防衛）

### OKOWAチャンピオンシップ2020

#### 第1フェイズ
一般参加者の発掘と若手育成を目的とする予選大会。

##### 〜胎動III TAIDOIII〜
参加条件なしで怖い話をしている動画を一般募集して、実行委員会選考を通過した参加者10名を5名2ブロックに分けて、各ブロック1位（計2名）が第3フェイズ大会へ進出する。
- 開催日：2020年9月12日
- 会場：246 LIVEHOUSE GABU（大阪）
- 事故物件サミット：村田らむ、大島てる、山本直嵩（特殊清掃「ダイウン株式会社」社長）
- ゲスト怖談士怖談：Apsu Shusei、三木大雲
- 参加者：店主かさご、ぱんち、稲森誠、Coco、関根知佳、ヌ・ヒカル、悠遠かなた、山本洋介、チビル松村、みわゆうすけ

司会
- 華井二等兵
- 松原タニシ

審査員
- 吉村智樹
- 木村茂之
- ぶっちょカシワギ

| 順位 | 名前       | 審査員 | 会場 | アンケート | ネット | 合計得点 |
| ---- | ---------- | ------ | ---- | ---------- | ------ | -------- |
| 1位  | 関根知佳   | 256    | 64   | 37         | 30     | 387点    |
| 2位  | 稲森誠     | 256    | 18   | 38         | 5      | 317点    |
| 3位  | ぱんち     | 241    | 18   | 30         | 10     | 299点    |
| 4位  | 店主かさご | 267    | 2    | 8          | 0      | 277点    |
| 5位  | Coco       | 240    | 8    | 18         | 0      | 266点    |

予選通過（1位 関根知佳）
| 順位 | 名前         | 審査員 | 会場 | アンケート | ネット | 減点 | 合計得点 |
| ---- | ------------ | ------ | ---- | ---------- | ------ | ---- | -------- |
| 1位  | ヌ・ヒカル   | 269    | 48   | 38         | 25     | 0    | 380点    |
| 2位  | 山本洋介     | 253    | 14   | 41         | 10     | 0    | 318点    |
| 3位  | みわゆうすけ | 254    | 20   | 33         | 10     | 0    | 317点    |
| 4位  | 悠遠かなた   | 247    | 16   | 36         | 5      | 12   | 292点    |
| 5位  | チビル松村   | 246    | 12   | 33         | 0      | 0    | 291点    |

予選通過（1位 ヌ・ヒカル）

##### BIRTH BATTLE
若手の育成を目的として、2020年8月に行われた怖い話についてのテクニックを教える講座「OKOWA BIRTH CAMP①〜②」参加者など（20歳未満、または、学生に限定）で大会を行い、1名のみが第3フェイズ大会へ進出する。
- 開催日：2020年10月10日
- 会場：梅田Zeela（大阪）
- 王様の密談（OKOWA2代目王者、怪談グランプリ2013・2015・2020優勝者、怪談最恐戦2019優勝者）：中山功太、田中俊行、竹内義和、石野桜子、下駄華緒
- ゲスト怖談士怖談：松原タニシ、深津さくら
- 参加者：美霊、杉山賢太、ふう、さくら若菜、黒ねこ、皿屋敷あみ、おりな

司会
- 華井二等兵
- 松原タニシ

審査員
- 吉村智樹
- 木村茂之
- ぶっちょカシワギ

| 順位 | 名前                       | 合計得点 |
| 1位  | 黒ねこ（32歳、大学生）     | 347点    |
| ---- | -------------------------- | -------- |
| 2位  | 皿屋敷あみ（19歳、女優）   | 312点    |
| 3位  | 杉山賢太（20歳、大学生）   | 311点    |
| 4位  | おりな（20歳、専門学生）   | 301点    |
| 5位  | ふう（19歳、専門学生）     | 300点    |
| 6位  | 美霊（12歳、小学生）       | 295点    |
| 7位  | さくら若菜（16歳、高校生） | 271点    |

予選通過（1位 黒ねこ）審査員特別賞（杉山賢太、おりな）

#### 第2フェイズ
実行委員会推薦者（OKOWAに出場した事がない実力者も招待される）で予選大会を行い、各大会5名のみ（計10名）が第3フェイズ大会へ進出する。

##### 東京闘争2020
実行委員会推薦者14名を7名2ブロックに振り分けて、上位5名（各ブロック1位・2位＋合計得点が高い方の3位）が第3フェイズ大会へ進出する。
- 開催日：2020年10月24日
- 会場：雷5656会館 ときわホール（東京）
- チャンピオンベルト返還：中山功太
- 参加者：鈴木孝之、綾瀬凛、壱夜、小森躅也、村田らむ、凸ノ高秀、PE-（DALLAX）、仙頭正教、BBゴロー、大島薫、久樂陸、よろづき、インディ（夜馬裕が体調不良の為、怪談師ユニット「ゴールデン街ホラーズ」の相方が代理出場）、山口綾子

司会
- 華井二等兵
- 松原タニシ

審査員
- 木村茂之
- 望月哲史（月刊ムー編集部）
- 角由紀子

| 順位 | 名前     | 合計得点 |
| 1位  | 壱夜     | 392点    |
| 2位  | 小森躅也 | 372点    |
| 3位  | 村田らむ | 356点    |
| ---- | -------- | -------- |
| 4位  | PE-      | 301点    |
| 5位  | 凸ノ高秀 | 284点    |
| 6位  | 綾瀬凛   | 266点    |
| 7位  | 鈴木孝之 | 253点    |

予選通過（1位 壱夜、2位 小森躅也、3位 村田らむ）
| 順位 | 名前     | 合計得点 |
| 1位  | インディ | 420点    |
| 2位  | 大島薫   | 357点    |
| ---- | -------- | -------- |
| 3位  | 山口綾子 | 334点    |
| 4位  | よろづき | 331点    |
| 5位  | 仙頭正教 | 295点    |
| 6位  | 久樂陸   | 290点    |
| 7位  | BBゴロー | 221点    |

予選通過（1位 インディ、2位 大島薫）

##### 大阪闘争2020
実行委員会推薦者14名を7名2ブロックに振り分けて、上位5名（各ブロック1位・2位＋合計得点が高い方の3位）が第3フェイズ大会へ進出する。
- 開催日：2020年11月14日
- 会場：amHALL（大阪）
- シード怖談士発表：語り部・匠平、田中俊行、上里洋志、深津さくら、石野桜子
- 参加者：大島てる、前塚あつし、濱幸成、恐怖新聞健太郎、ヌガザカ、松原タニシ、Bugって花井、竹内義和、梅木カブチェンコ、つるんづマリー、ガリガリガリクソン、DJたらちゃん、池浦さだ夢、伊藤えん魔

司会
- きのせひかる
- 新宅マキ

審査員
- 吉村智樹
- ぶっちょカシワギ
- 木村茂之

| 順位 | 名前           | 合計得点 |
| 1位  | ヌガザカ       | 397点    |
| 2位  | Bugって花井    | 366点    |
| 3位  | 松原タニシ     | 354点    |
| ---- | -------------- | -------- |
| 4位  | 恐怖新聞健太郎 | 351点    |
| 5位  | 濱幸成         | 330点    |
| 6位  | 前塚あつし     | 292点    |
| 7位  | 大島てる       | 264点    |

予選通過（1位 ヌガザカ、2位 Bugって花井、3位 松原タニシ）
| 順位 | 名前               | 合計得点 |
| 1位  | 伊藤えん魔         | 433点    |
| 2位  | DJたらちゃん       | 355点    |
| ---- | ------------------ | -------- |
| 3位  | 竹内義和           | 327点    |
| 3位  | 梅木カブチェンコ   | 327点    |
| 5位  | つるんづマリー     | 296点    |
| 6位  | ガリガリガリクソン | 291点    |
| 7位  | 池浦さだ夢         | 266点    |

予選通過（1位 伊藤えん魔、2位 DJたらちゃん）

#### 第3フェイズ
決勝大会の開幕戦。3大会に分けて「1stステージ in ○○」として地方都市で開催する予定だったが、新型コロナウイルス感染拡大により地方都市での開催を断念、「1stステージ JAPAN ROUND」に名称を変更して3大会を3日間連続で集中開催する。

##### 1stステージ JAPAN ROUND
Cシード選手2名（タイトルマッチ挑戦経験者：語り部・匠平、田中俊行）と第1・第2フェイズ通過者の計15名を3大会（各5名）に振り分けて、各大会1名のみ（計3名）が第4フェイズ大会へ進出する。
- 会場（3日間とも参加者が2会場に分かれて出演して同時開催）：なんば紅鶴（大阪）、高円寺パンディット（東京）
- 開催日：2021年2月26日（DAY1）
  - おうち怪談：いたこ28号、大島てる、夜馬裕、Apsu Shusei、藤田第六感、芦屋惣次郎
  - 参加者：大島薫、伊藤えん魔、黒ねこ、田中俊行、インディ

- 開催日：2021年2月27日（DAY2）
  - 最強タッグ怖談トーナメント：Apsu Shusei + チビル松村、仙頭正教 + 西谷格、梅木カブチェンコ + ガリガリガリクソン、夜馬裕 + 村上ロック
  - オープニング怖談：丸山ゴンザレス
  - 参加者：Bugって花井、壱夜、DJたらちゃん、松原タニシ、小森躅也

- 開催日：2021年2月28日（DAY3）
  - GOOD LOSERトーナメント：悠遠かなた、竹内義和、山本洋介、山口綾子
  - 参加者：ヌガザカ、ヌ・ヒカル、語り部・匠平、村田らむ、関根知佳

司会
- 松原タニシ（26、28日）
- きのせひかる（26、27日）
- 華井二等兵（27、28日）

審査員
- 吉村智樹
- ぶっちょカシワギ
- 木村茂之

| 順位 | 名前       | 審査員 | 会場 | リモート会場 | ニコ生アンケート | 減点 | 合計得点 |
| ---- | ---------- | ------ | ---- | ------------ | ---------------- | ---- | -------- |
| 1位  | 田中俊行   | 281    | 39   | 24           | 46               | 0    | 390点    |
| 2位  | インディ   | 262    | 21   | 16           | 43               | 0    | 342点    |
| 3位  | 伊藤えん魔 | 264    | 15   | 22           | 40               | 0    | 341点    |
| 4位  | 黒ねこ     | 264    | 12   | 4            | 37               | 0    | 317点    |
| 5位  | 大島薫     | 265    | 0    | 0            | 32               | 0    | 297点    |

| 順位 | 名前         | 審査員 | 会場 | リモート会場 | ニコ生アンケート | 減点 | 合計得点 |
| ---- | ------------ | ------ | ---- | ------------ | ---------------- | ---- | -------- |
| 1位  | 松原タニシ   | 270    | 33   | 36           | 42               | 0    | 381点    |
| 2位  | 壱夜         | 275    | 48   | 14           | 41               | 0    | 378点    |
| 3位  | DJたらちゃん | 274    | 27   | 10           | 39               | 0    | 350点    |
| 4位  | 小森躅也     | 263    | 12   | 8            | 39               | 5    | 317点    |
| 5位  | Bugって花井  | 259    | 3    | 2            | 33               | 0    | 297点    |

| 順位 | 名前         | 審査員 | 会場 | リモート会場 | ニコ生アンケート | 減点 | 合計得点 |
| ---- | ------------ | ------ | ---- | ------------ | ---------------- | ---- | -------- |
| 1位  | 語り部・匠平 | 273    | 60   | 30           | 46               | 0    | 409点    |
| 2位  | 村田らむ     | 269    | 18   | 12           | 45               | 0    | 344点    |
| 3位  | ヌガザカ     | 270    | 6    | 16           | 43               | 0    | 335点    |
| 4位  | ヌ・ヒカル   | 272    | 6    | 6            | 38               | 0    | 322点    |
| 5位  | 関根知佳     | 258    | 9    | 4            | 40               | 0    | 311点    |

準々決勝進出（1位通過：田中俊行、松原タニシ、語り部・匠平 ）

#### 第4フェイズ
王者を決定する決勝大会。1対1で対戦を行い変則トーナメントで行われる。

##### TOKYO 6
Bシード選手3名（2019年大会ベスト4：上里洋志、深津さくら、石野桜子）と第3フェイズ通過者の計6名が1対1で対戦して、勝者3名が次回大会（FINAL）へ進出する。
- 開催日：2021年4月24日
- 会場：雷5656会館 ときわホール（東京）
- パネル怖談！アタッテ25：怪談正規軍（いたこ28号、壱夜、夜馬裕）、人怖維新軍（インディ、大島てる、仙頭正教）、笑い倶楽部（梅木カブチェンコ、BBゴロー、みわゆうすけ）
- オープニング怖談：黒ねこ
- 参加者：石野桜子、松原タニシ、上里洋志、深津さくら、田中俊行、語り部・匠平

司会
- 華井二等兵
- きのせひかる

審査員
- 吉村智樹
- ぶっちょカシワギ
- 角由紀子

| 準々決勝 | 対戦者カード             | 審査員   | 会場    | ネット | アンケート | 合計得点     | 勝利者名     |
| -------- | ------------------------ | -------- | ------- | ------ | ---------- | ------------ | ------------ |
| 第1試合  | 石野桜子 vs 松原タニシ   | 263：273 | 48：93  | 15：35 | 17：33     | 343点：434点 | 松原タニシ   |
| 第2試合  | 上里洋志 vs 深津さくら   | 280：273 | 105：36 | 25：20 | 27：23     | 437点：352点 | 上里洋志     |
| 第3試合  | 田中俊行 vs 語り部・匠平 | 271：269 | 36：104 | 10：35 | 18：31     | 335点：439点 | 語り部・匠平 |

準決勝進出：松原タニシ、上里洋志、語り部・匠平

##### チャンピオンシップ2020FINAL
Aシード選手1名（王者：中山功太）と前回大会（TOKYO 6）勝者3名がトーナメントを行い、優勝者が王者となる。
- 開催日：2021年9月12日
- 会場：ABCホール（大阪）
- オープニング怖談：夜馬裕
- カジノコワイヤル：ザ・２T's（田中俊行、竹内義和）、さくちゃんたらちゃんズ（深津さくら、DJたらちゃん）、恐怖の魔王コンビ（恐怖新聞健太郎、伊藤えん魔）、新宿アウトローズ（インディ、村田らむ）
- 伝説怖演舞：浜村淳
- 新星怖演舞：おりな、ヌ・ヒカル
- 参加者：語り部・匠平、上里洋志、松原タニシ、中山功太

司会
- 華井二等兵
- きのせひかる

審査員
- 吉村智樹
- ぶっちょカシワギ
- 木村茂之

| 対戦者カード         | 対戦者カード             | 審査員   | 会場    | ネット | アンケート | 減点   | 合計得点     | 勝利者名 |
| 準決勝               | 準決勝                   | 準決勝   | 準決勝  | 準決勝 | 準決勝     | 準決勝 | 準決勝       | 準決勝   |
| -------------------- | ------------------------ | -------- | ------- | ------ | ---------- | ------ | ------------ | -------- |
| 第1試合              | 語り部・匠平 vs 上里洋志 | 264：265 | 26：104 | 10：40 | 16：33     | 7 : 0  | 309点：442点 | 上里洋志 |
| 第2試合              | 松原タニシ vs 中山功太   | 266：275 | 39：93  | 10：40 | 14：35     | 0 : 0  | 329点：443点 | 中山功太 |
| 決勝                 |                          |          |         |        |            |        |              |          |
| 上里洋志 vs 中山功太 | 上里洋志 vs 中山功太     | 283：281 | 57：75  | 40：10 | 32：17     | 0 : 0  | 412点：383点 | 上里洋志 |

優勝者：上里洋志（3代目王者）